# Gush Katif
Gush Katif (en hebreo: גוש קטיף) era un grupo de diecisiete asentamientos israelíes situados al sur de la Franja de Gaza, entre Rafah al sudeste, Deir al-Balah al norte, Jan Yunis al este y la costa del mar Mediterráneo hacia el oeste. Como todas los asentamientos israelíes, estas colonias contaban con población israelí y eran ilegales según el derecho internacional. En agosto de 2005, por decisión del gobierno del ex-primer ministro de Israel, Ariel Sharón, hubo una evacuación de la población judía como parte del plan de retirada unilateral israelí, una acción muy polémica para la opinión pública israelí, tanto en el aspecto de la seguridad nacional como en el aspecto legal israelí y por la manera en que la evacuación fue realizada. Los territorios de Gush Katif fueron transferidos al gobierno palestino.

## Lista de asentamientos
La mayoría de asentamientos de Gush Katif estaban ubicados en un bloque situado al suroeste de la Franja de Gaza.
| Asentamiento  | Nombre en hebreo |
| ------------- | ---------------- |
| Bedolah       | בדולח            |
| Bnei Atzmon   | בני עצמון        |
| Gadid         | גדיד             |
| Gan Or        | גן אור           |
| Ganei Tal     | גני טל           |
| Kfar Darom    | כפר דרום         |
| Kfar Yam      | כפר ים           |
| Kerem Atzmona | כרם עצמונה       |
| Morag         | מורג             |
| Neve Dekalim  | נוה דקלים        |
| Netzer Hazani | נצר חזני         |
| Peat Sade     | פאת שדה          |
| Katif         | קטיף             |
| Rafiah Yam    | רפיח ים          |
| Shirat Hayam  | שירת הים         |
| Slav          | שליו             |
| Tel Katifa    | תל קטיפא         |

## Ataques palestinos
Aunque los asentamientos de Gush Katif y las carreteras que conducían a ellos estaban protegidas por el ejército israelí, los residentes seguían siendo vulnerables a los ataques. Antes del inicio de la Segunda Intifada y especialmente después, las aldeas de Gush Katif fueron víctimas de cientos de ataques. Se lanzaron más de 5.800 granadas de mortero y cohetes Qassam contra Gush Katif. Los ataques a coches israelíes también fueron muy habituales, al igual que los ataques de hombres con cinturones explosivos.